# 18055 Fernhildebrandt
18055 Fernhildebrandt este un asteroid din centura principală de asteroizi.

## Descriere
18055 Fernhildebrandt este un asteroid din centura principală de asteroizi. A fost descoperit pe 11 octombrie 1999 la Eskridge de Gary Hug și Graham E. Bell. Asteroidul prezintă o orbită caracterizată de o semiaxă mare de 2,69 ua, o excentricitate de 0,12 și o înclinație de 11,1° în raport cu ecliptica.